# كارتر هام
كارتر هام (بالإنجليزية: Carter Ham)‏ هو عسكري أمريكي، ولد في 16 فبراير 1952 في بورتلاند في الولايات المتحدة.